# Hottest Time of the Day
Hottest Time of the Day는 대한민국의 음악 그룹 2PM의 데뷔 음반이다. 2008년 8월 29일에 발표되었다.

## 수록곡
1. 10점 만점에 10점
2. Only You
3. Angel
4. 10점 만점에 10점 (Old School Ver.)
5. 10점 만점에 10점 (Inst.)
6. Only You (Inst.)

## 기타
- 타이틀 곡 '10점 만점에 10점' 뮤직비디오에는 그룹 오소녀 출신 G.NA와 원더걸스의 유빈이 출연하였다.